# Le Bébé de l'escadron
Pour plus de détails, voir Fiche technique et Distribution.
Le Bébé de l'escadron est un film français réalisé par René Sti, sorti en 1935.

## Fiche technique
- Titre : Le Bébé de l'escadron
- Réalisation : René Sti, assisté de Françoise Giroud
- Scénario : René Sti
- Dialogues : Georges Berr
- Photographie : Jean Isnard, Louis Née et Armand Thirard
- Montage : Léonide Moguy
- Musique : Casimir Oberfeld
- Décors et costumes : Eugène Lourié
- Maquillage : Hagop Arakelian
- Directeur de production : Noé Bloch
- Société de production : Capitole Films (Paris)
- Pays de production :  France
- Langue : Français
- Format : Noir et blanc — 35 mm — 1,37:1 — Son : Mono
- Genre : Comédie, Film d'action
- Durée : 95 minutes
- Date de sortie : 
  - France : 6 décembre 1935

## Distribution
- Michel Simon : Perrot-Joly
- Paulette Dubost : Anaïs
- Pierre Larquey : Mazure, le fonctionnaire
- Suzy Prim : Mathilde
- Pierre Brasseur : Max
- Léon Arvel
- Paul Azaïs : Fouillard, soldat au cœur tendre
- Jacques Beauvais
- Romain Bouquet
- Jean Cyrano
- Anthony Gildès
- Jean Hébey
- Simone Jarnac
- Jany Laferrière
- Yvonne Legeay
- Jacques Louvigny : l'adjoint
- Georges Marceau
- Jean-François Martial
- Hélène Perdrière : Isabelle
- Marcel Pérès
- Guy Rapp
- Henry Roussell : le commandant de Gondrecourt
- Jacques Varennes
- Paul Velsa
- Robert Vidalin : Roger